# Ꚏ
Ꚏ, ꚏ (в Юникоде называется цвэ) — буква расширенной кириллицы, использовавшаяся в абхазском языке. Соответствует нынешнему диграфу Цә, обозначающему лабиализованную придыхательную глухую альвеоло-палатальную аффрикату /t͡ɕʷʰ/. Происходит от буквы Ц.